# Academica
Academica er et forlag, der udgiver fag- og lærebøger til videregående uddannelser inden for blandt andet økonomi, ledelse og organisation, dansk og sprog, salg og markedsføring samt pædagogik. Forlaget lancerer omkring 30 nye titler årligt. 
Academica er siden 2002 en del af Gyldendal Akademisk, der desuden omfatter forlagene Hans Reitzels Forlag og Munksgaard Danmark.